# Vladislavs Sorokins
Vladislavs Sorokins (ur. 10 maja 1997 roku) – łotewski piłkarz, reprezentant Łotwy oraz klubu FK RFS.

## Kariera klubowa
Vladislavs Sorokins jest wychowankiem Skonto FC. W drużynie seniorów debiutował w 2013 roku. W 2016 roku został zawodnikiem FK Jelgava. Od lipca 2016 zawodnik FK RFS, z którym w 2019 roku zdobył Puchar Łotwy.

## Kariera reprezentacyjna
Vladislavs Sorokins to wielokrotny reprezentant Łotwy w kategoriach młodzieżowych. W drużynie seniorów zadebiutował w wygranym 3:0 wyjazdowym towarzyskim meczu z San Marino. Do tej pory (29.11.2020) był to jedyny występ w seniorskich barwach narodowych. 